# Just Dance Kids
Just Dance Kids är ett TV-spel till Wii, Playstation 3 och Xbox 360, det är en del av spelserien Just Dance. Just Dance Kids är ett dansbaserat musikspel, med populära barnsånger. Spelet innehåller 40 låtar. Den släpptes 9 november 2010 i Nordamerika och 3 november 2011 i Europa.

## Sånger
| Sång                                                  | Artist                                   | Svårighetsgrad | Ansträngning | År   | Sångfilter | Dansare |
| ----------------------------------------------------- | ---------------------------------------- | -------------- | ------------ | ---- | ---------- | ------- |
| "ABC"                                                 | The Jackson 5                            | 1              | 1            | 1970 | Older      | ♂       |
| "All Star"                                            | Smash Mouth                              | 3              | 2            | 1999 | Older      | ♂       |
| "Alphabet Song"                                       | The Just Dance Kids                      | 1              | 1            |      | Younger    | ♀       |
| "Ants Go Marching"                                    | The Just Dance Kids                      | 1              | 2            |      | Younger    | ♂       |
| "Beautiful Life"                                      | Ace of Base                              | 2              | 1            | 1996 | Older      | ♀       |
| "Bingo"                                               | The Just Dance Kids                      | 1              | 2            |      | Younger    | ♀       |
| "Can You (Point Your Fingers And Do the Twist?)"      | The Wiggles                              | 2              | 2            | 1995 | Younger    | ♂       |
| "Celebration"                                         | Kool & the Gang                          | 2              | 2            | 1980 | Older      | ♂       |
| "Funkytown" (2)                                       | Lipps Inc                                | 3              | 2            | 1980 | Older      | ♀       |
| "Get The Sillies Out"                                 | Yo Gabba Gabba!                          | 1              | 3            | 2008 | Younger    | ♂       |
| "Gonna Make You Sweat (Everybody Dance Now)" (3)/(J2) | C+C Music Factory feat. Freedom Williams | 3              | 3            | 1990 | Older      | ♀       |
| "Happy Birthday To You"                               | The Just Dance Kids                      | 2              | 1            |      | Younger    | ♀       |
| "Haven't Met You Yet"                                 | Michael Bublé                            | 1              | 1            | 2009 | Older      | ♂       |
| "Here We Go Again"                                    | Demi Lovato                              | 3              | 3            | 2009 | Older      | ♀       |
| "Holiday" (2)                                         | Madonna                                  | 2              | 1            | 1983 | Older      | ♀       |
| "Hot, Hot, Hot"                                       | Buster Poindexter                        | 1              | 2            | 1987 | Older      | ♂       |
| "Hot Potato"                                          | The Wiggles                              | 3              | 3            | 1994 | Younger    | ♂       |
| "I Like To Dance"                                     | Yo Gabba Gabba!                          | 2              | 3            | 2008 | Younger    | ♀       |
| "I Wanna B With U"                                    | Fun Factory                              | 1              | 1            | 1995 | Older      | ♀       |
| "If You’re Happy and You Know It"                     | The Just Dance Kids                      | 1              | 1            |      | Younger    | ♂       |
| "I’ve Been Working on The Railroad"                   | The Just Dance Kids                      | 2              | 2            |      | Younger    | ♂       |
| "Jungle Boogie" (2)                                   | Kool & the Gang                          | 2              | 1            | 1973 | Older      | ♂       |
| "Kids in America" (1)/(3DLC)                          | Kim Wilde                                | 3              | 3            | 1981 | Older      | ♀       |
| "Kung Fu Fighting" (2DLC)                             | Carl Douglas                             | 3              | 2            | 1974 | Older      | ♂       |
| "Macarena"                                            | Los del Río                              | 3              | 1            | 1995 | Older      | ♀       |
| "Magic"                                               | The Just Dance Kids                      | 3              | 1            | 2009 | Older      | ♀       |
| "Mickey"                                              | Toni Basil                               | 2              | 3            | 1982 | Older      | ♀       |
| "MMMBop"                                              | Hanson                                   | 2              | 2            | 1997 | Older      | ♂       |
| "Naturally"                                           | Selena Gomez & the Scene                 | 3              | 1            | 2010 | Older      | ♀       |
| "Old MacDonald Had a Farm"                            | The Just Dance Kids                      | 2              | 1            | 1917 | Younger    | ♂       |
| "One Time"                                            | Justin Bieber                            | 3              | 1            | 2009 | Older      | ♂       |
| "Party in My Tummy"                                   | Yo Gabba Gabba!                          | 1              | 1            | 2008 | Younger    | ♂       |
| "Pop Goes the Weasel"                                 | The Just Dance Kids                      | 1              | 1            |      | Younger    | ♀       |
| "Shake It"                                            | Metro Station                            | 2              | 3            | 2008 | Older      | ♂       |
| "Surfin' USA"                                         | The Beach Boys                           | 1              | 2            | 1963 | Older      | ♂       |
| "The Hamster Dance Song"                              | Hampton the Hampster                     | 1              | 2            | 2000 | Older      | ♀       |
| "The Monkey Dance"                                    | The Wiggles                              | 1              | 3            | 1994 | Younger    | ♀       |
| "Wheels on The Bus"                                   | The Just Dance Kids                      | 1              | 1            |      | Younger    | ♂       |
| "When The Saints Go Marching In"                      | James Milton Black                       | 1              | 2            | 1896 | Younger    | ♂       |
| "Who Let the Dogs Out?" (1)/(3DLC)/(SD)               | Baha Men                                 | 3              | 3            | 2000 | Older      | ♂       |
| "YMCA" (2014)                                         | Village People                           | 2              | 2            | 1978 | Older      | ♂       |

- Alla sånger inkluderar i spelet utom sångerna Wiggles och Yo Gabba Gabba är en special coverversion för spelet, inte originalet.
- En "(1)" visar att sången finns även med i Just Dance.
- En "(2)" visar att sången finns även med i Just Dance 2.
- En "(3)" visar att sången finns även med i Just Dance 3.
- En "(2014)" visar att sången finns även med i Just Dance 2014.
- En "(SD)" visar att sången finns även med i The Smurfs Dance Party.
- En "(J2)" visar att sången finns även med i Just Dance Wii 2.
- En "(2DLC)" visar att sången finns även med som ett DLC i Just Dance 2.
- En "(3DLC)" visar att sången finns även med som ett DLC i Just Dance 3.